# Entrecruzamiento cromosómico

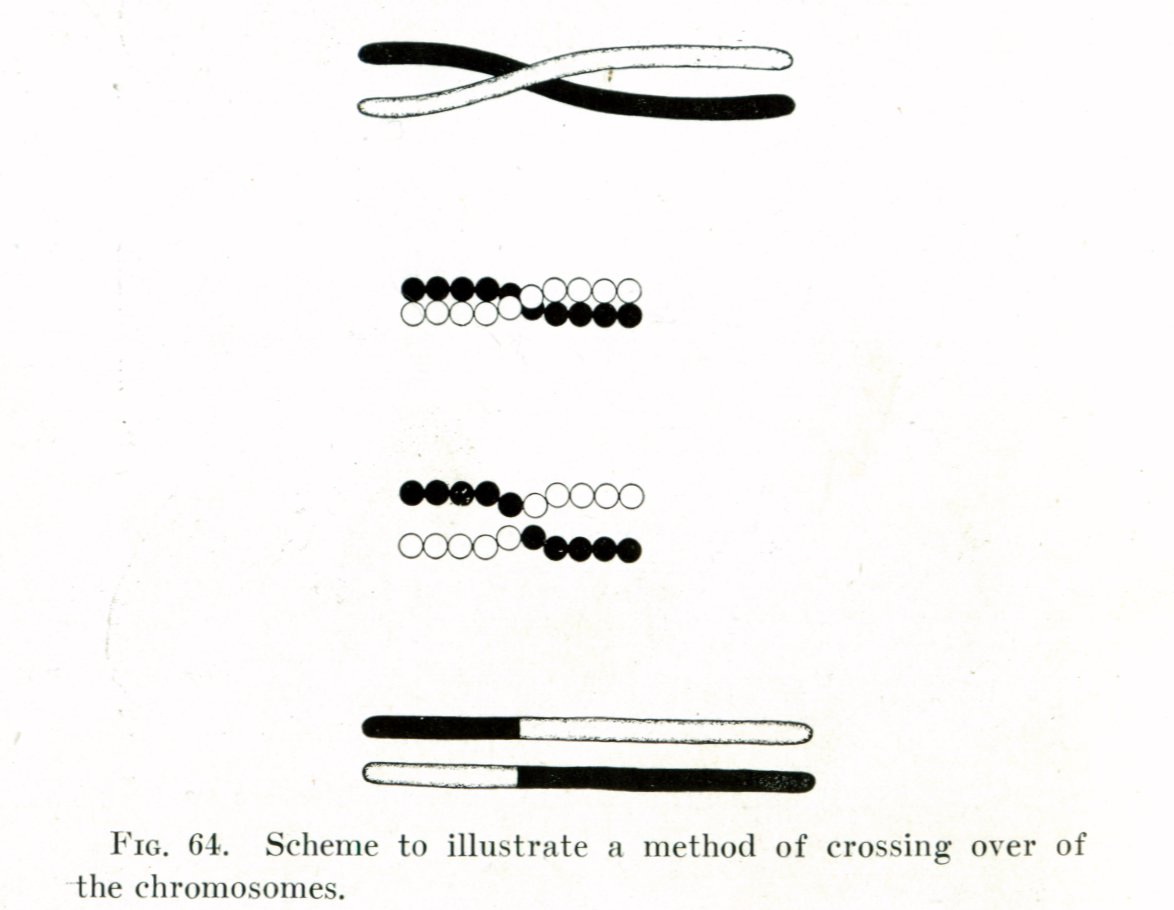
Dibujo de Thomas Hunt Morgan sobre el sobrecruzamiento celular (1916).

El sobrecruzamiento, crossing-over o entrecruzamiento cromosómico es el proceso por el cual las cromátidas de cromosomas homólogos se aparean e intercambian secciones de su ADN durante la profase I de la meiosis. La sinapsis comienza antes de que se estimule un desarrollo complejo sinaptonémico, y no está completo hasta cerca del final de la profase 1. El entrecruzamiento usualmente se produce cuando se aparean las regiones en las rupturas del cromosoma y luego se reconectan al otro cromosoma. El resultado de este proceso es un intercambio de genes, llamado recombinación genética. Los entrecruzamientos cromosómicos también suceden en organismos asexuales y en células somáticas, ya que son importantes formas de reparación del ADN.

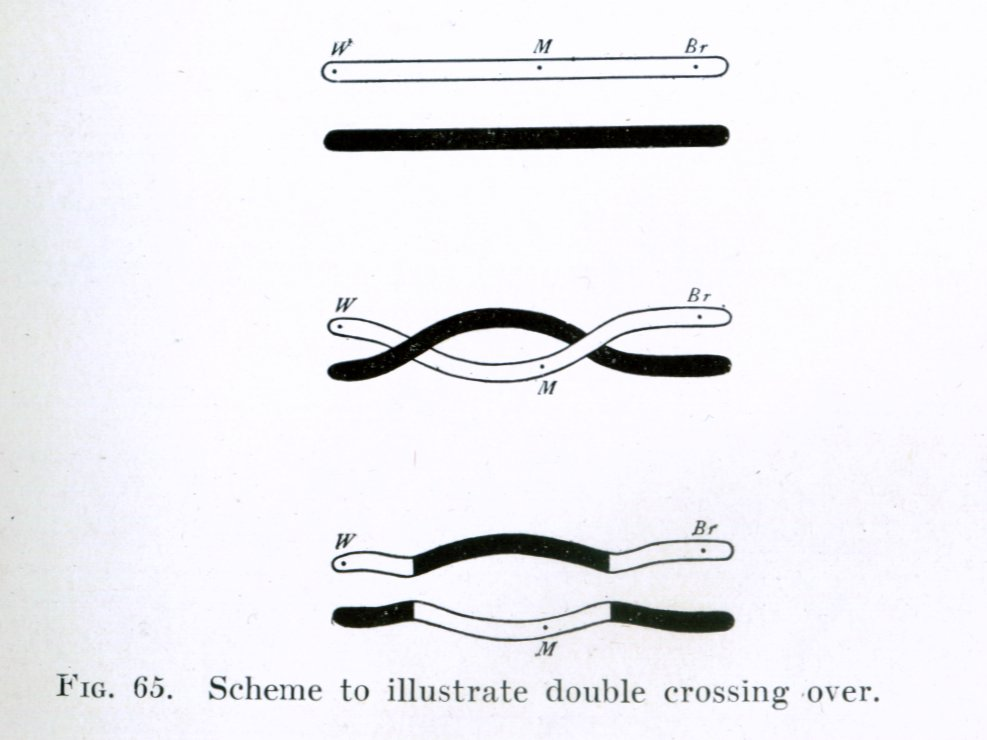
Un doble entrecruzamiento.

La recombinación genética consiste en la fragmentación y recomposición de los cromosomas parentales.

El entrecruzamiento fue descrito, en forma teórica, por Thomas Hunt Morgan. Se apoyó en el descubrimiento del profesor belga Frans Alfons Janssens de la Universidad de Lovaina que describió el fenómeno en 1909. El término quiasma está relacionado, si no es idéntico, al entrecruzamiento cromosómico. Morgan inmediatamente vio la gran importancia de la interpretación citológica de Janssens del quiasma en los resultados experimentales en su investigación de la herencia en Drosophila. Las bases físicas el entrecruzamiento fueron demostradas primero por Harriet Creighton y Bárbara McClintock en 1931.